# 陳慶熇
陳慶熇（1923年—1997年）是台灣的漫畫家，筆名青禾。出生於福建福州。

## 人物
- 1949年隨中華民國國軍來台，1950年於《台灣新生報》「漫畫雙日刊」發表「娃娃日記」，之後進入政治作戰學校美術系成為第一期生。曾任國防政戰部對軍中發行的《勝利之光》總編輯達16年，每期都繪作一頁八幅的反共漫畫，與人印象深刻。
- 他以女友「青禾」之名作為筆名，紀念他那段感情。念政治作戰學校時仍然熱中版畫，差點被學校開除，因版畫是中國共產黨宣傳畫的伎倆，由左派文人魯迅等大力提倡，後來因他的老師劉獅力保才免受處分。
- 陳慶熇最知名的是生動的諷刺戲畫。他的筆調鮮活，人物表情、肢體語言和調侃手法讓人讚嘆。他用毛筆的柔軟筆觸來描繪漫畫，使的畫面相當順暢且栩栩如生。
- 1970年代，他在《勝利之光》每月的專欄，是一些喜愛漫畫藝術者收集的「珍品」。主編《勝利之光》時，也有不少篇幅由他畫插圖，其中每月來台參訪的貴賓專欄，他以素描速寫人物像，傳神的勾勒這些貴賓，予人深刻印象。
- 從1968年至1987年，擔任國立編譯館審查小組或優良連環圖畫評審小組的常規成員。
- 1970年代，他將創作心得寫成專書《漫畫藝術》。
- 1976年與許松山合作創作《蔣總統秘錄史畫》，陳慶熇撰文，許松山繪畫插圖。
- 1983年擔任「中華民國漫畫學會」理事長。
- 1997年與世長辭。

## 作品一覽
- 娃娃日記